# 尼科爾斯 (加利福尼亞州)
尼科爾斯（英語：Nichols）是位於美國加利福尼亞州康特拉科斯塔縣的一個非建制地區。該地的面積和人口皆未知。

## 地理
尼科爾斯的座標為38°02′29″N 121°59′18″W / 38.04139°N 121.98833°W，而該地的平均海拔高度為19米（即62英尺）。